# Vattlasjö
Vattlasjö är en sjö i Jönköpings kommun i Småland som ingår i Nissans huvudavrinningsområde. Sjön är 6,6 meter djup, har en yta på 0,0436 kvadratkilometer och befinner sig 182,1 meter över havet. Vattlasjö är en skogssjö med badplats och brygga. Väster om sjön går riksväg 26 och 200 m öster om sjön rinner Nissan.

## Galleri

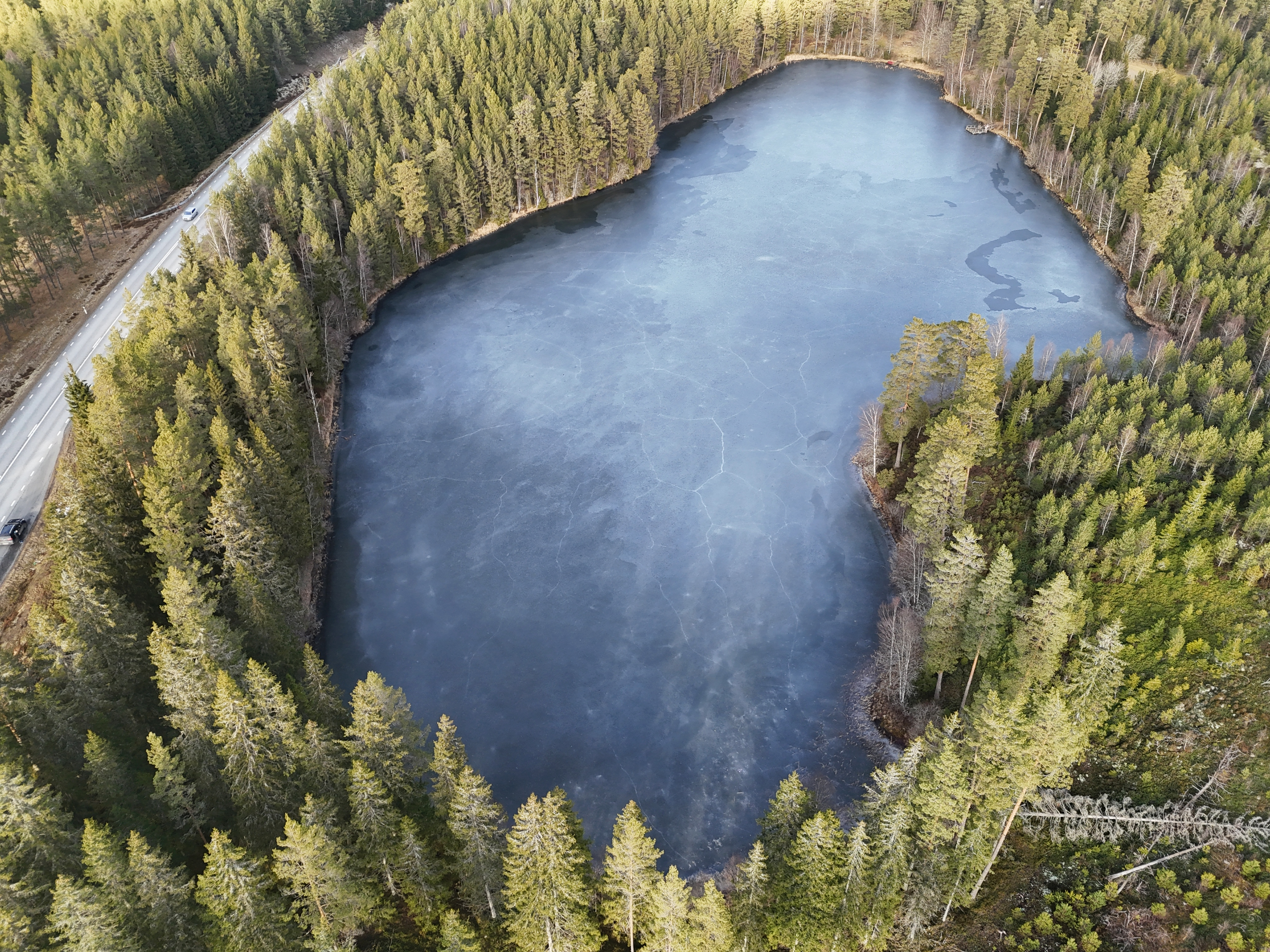
Vattlasjö belagd med is och riksväg 26.
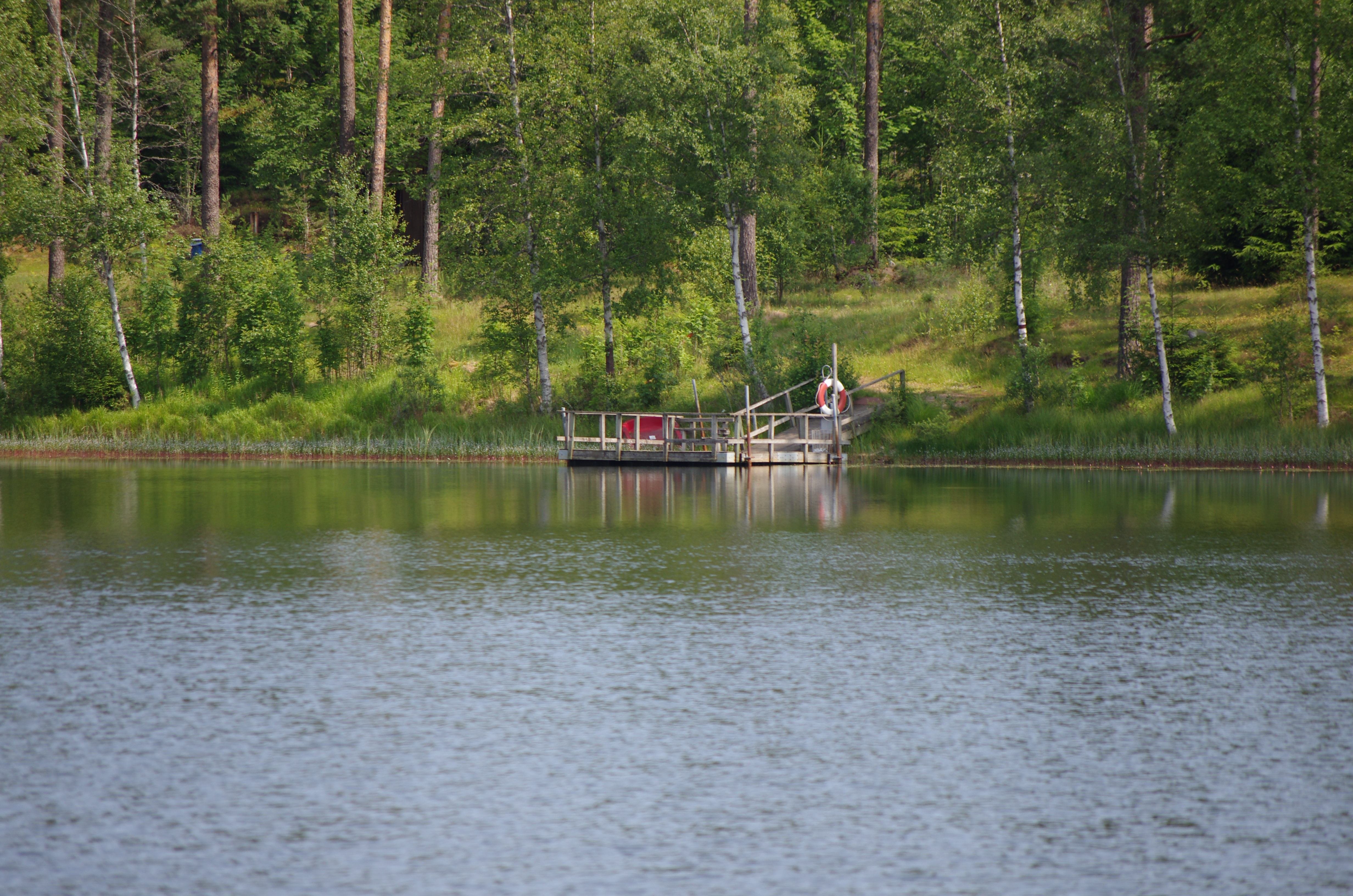
Närbild på brygga.